# Spanyol személyes névmás
A spanyol személyes névmásoknak (pronombres personales) van neme (género), száma (número) és esete (caso), ezeken belül csoportosíthatóak hangsúlyosság (tonicidad), valamint reflexivitás–reciprocitás (reflexividad–reciprocidad) szerint.
A személyes névmások összefoglalva az alábbi táblázatban láthatóak (h. = hímnemű, n. = nőnemű, s. = semlegesnemű):
| Szám, személy | Eset          | Eset          | Eset      | Eset      | Eset      | Eset      | Eset        | Eset        | Eset        | Eset                     | Eset                     | Eset            |
| Szám, személy | Alanyeset     | Alanyeset     | Alanyeset | Tárgyeset | Tárgyeset | Tárgyeset | Részes eset | Részes eset | Részes eset | Elöljárós eset           | Elöljárós eset           | Elöljárós eset  |
| Szám, személy | h.            | n.            | s.        | h.        | n.        | s.        | h.          | n.          | s.          | h.                       | n.                       | s.              |
| ------------- | ------------- | ------------- | --------- | --------- | --------- | --------- | ----------- | ----------- | ----------- | ------------------------ | ------------------------ | --------------- |
| E/1.          | yo            | yo            | —         | me        | me        | —         | me          | me          | —           | mí conmigo               | mí conmigo               | —               |
| E/2.          | tú / vos      | tú / vos      | —         | te        | te        | —         | te          | te          | —           | ti / vos contigo         | ti / vos contigo         | —               |
| E/3.          | él usted      | ella usted    | ello      | lo se     | la se     | lo se     | le se       | le se       | le se       | él usted sí consigo      | ella usted sí consigo    | ello sí consigo |
| T/1.          | nosotros      | nosotras      | —         | nos       | nos       | —         | nos         | nos         | —           | nosotros                 | nosotras                 | —               |
| T/2.          | vosotros      | vosotras      | —         | os        | os        | —         | os          | os          | —           | vosotros                 | vosotras                 | —               |
| T/3.          | ellos ustedes | ellas ustedes | —         | los se    | las se    | —         | les se      | les se      | —           | ellos ustedes sí consigo | ellas ustedes sí consigo | —               |

A T/2. személyű névmásokat (vosotros, vosotras, os) csak Spanyolországban használják. Latin-Amerikában helyettük az alaktanilag T/3. személyű ustedes (és a hozzá tartozó alakok) vették fel a ’ti’ jelentést is.

## A személyes névmások csoportosítása

### Nem szerint
A személyes névmás a spanyolban lehet hímnemű (masculino), nőnemű (femenino) és semlegesnemű (neutro).
- Hímnemű személyes névmások: él, ellos, nosotros, vosotros, los.
- Nőnemű személyes névmások: ella, ellas, nosotras, vosotras, la, las.
- Semlegesnemű személyes névmás: ello.
- Hím- és nőnemben azonos személyes névmások: yo, tú, vos, usted, ustedes, me, te, nos, os, les, mí, ti, conmigo, contigo.
- Hím- és semlegesnemben azonos személyes névmás: lo.
- Hím-, nő- és semlegesnemben azonos (nembeli megkülönböztetés nélküli) személyes névmások: se, le, sí, consigo.

### Szám szerint
Szám szerint megkülönböztetünk egyes számú, illetve többes számú, valamint számban nem megkülönböztetett személyes névmásokat.
- Egyes számú személyes névmások: yo, me, mí, tú, vos, te, ti, usted, él, ella, ello, lo, la, le, conmigo, contigo.
- Többes számú személyes névmások: nosotros, nosotras, nos, vosotros, vosotras, ustedes, os, ellos, ellas, los, las, les.
- Számbeli megkülönböztetés nélküli (egyes és többes számban azonos) személyes névmások: se, sí, consigo.

A tú és a vos használata közötti különbségekről lásd: Voseo, illetve Spanyol nyelvjárások.

### Eset szerint
A spanyol személyes névmásoknak négy esete van: alanyeset (caso nominativo vagy recto), elöljárós eset (caso preposicional vagy oblicuo), tárgyeset (caso acusativo) és részes eset (caso dativo).
- Alanyesetű személyes névmások: yo, tú.
- Elöljárós esetű személyes névmások: mí, ti, sí, conmigo, contigo, consigo.
- Tárgyesetű személyes névmások: lo, la, los, las.
- Részes esetű személyes névmások: le, les.
- Tárgy- és részes esetben azonos személyes névmások: me, te, se, nos, os.
- Alany- és elöljárós esetben azonos (specifikus esetmegkülönböztetés nélküli) személyes névmások: nosotros, nosotras, vosotros, vosotras, usted, ustedes, vos, él, ella, ello, ellos, ellas.

A según ’szerint’, valamint az entre ’között’ elöljárók – az entre sí ’maguk~egymás között’ kivételével –   alanyesetet vonzanak: según yo ’szerintem’, entre tú y yo ’te és én köztem’.

#### Leísmo, laísmoésloísmo
A harmadik személyű névmások tárgy- és részes esete között olykor elmosódnak a határok. Spanyolországban hímnemben, személyeknél a részes esetű le, les névmásokat használják tárgyesetben is; a jelenség neve leísmo, és teljes mértékben elfogadott. Létezik még ezen kívül az ún. leísmo de cortesía, vagyis az „udvarias le-zés”, amely az egész nyelvterületen elterjedt. Ennek lényege, hogy az ’Ön, Önök’ jelentésű usted, ustedes névmásokkal tárgyesetben az alaktanilag részes esetű le, les névmásokat használják: pl. A usted le quiero ’Szeretem Önt’.
Amikor a tárgyesetű la, las névmásokat használják részes esetben nőnemben, a laísmo jelenségéről beszélünk. Ez nyelvjárási sajátosság, és főleg Kasztíliában terjedt el. Az ezzel analóg loísmo, azaz a tárgyesetű hímnemű lo, los névmások használata részes esetben a le, les helyett, kevésbé elterjedt és erősen népies jellegű.

### Hangsúlyosság szerint
A személyes névmások a spanyolban mondattanilag lehetnek hangsúlyosak (tónicos), illetve hangsúlytalanok (átonos). Míg az előbbiek szabad vagy félszabad morfémák, vagyis állhatnak önállóan vagy elöljárószóval a mondatban, addig az utóbbiak csak igével szerepelhetnek, és sorrendjük is szigorúan kötött.
- Hangsúlyos személyes névmások: yo, tú, vos, usted, él, ella, ello, nosotros, nosotras, vosotros, vosotras, ustedes, ellos, ellas, mí, ti, sí, conmigo, contigo, consigo.
- Hangsúlytalan személyes névmások: me, te, se, le, lo, la, nos, os, les, los, las.

### Reflexivitás és reciprocitás szerint
A személyes névmások az esetmorfémán kívül lehetnek visszahatóak (reflexivos), illetve – azokon belül – kölcsönösek (recíprocos).
- Inherens módon visszahatóak: se, sí, consigo.
- Reflexivitás megkülönböztetése nélküliek: él, ella, ello, nosotros, nosotras, vosotros, vosotras, ellos, ellas, vos, me, te, nos, os, mí, ti, conmigo, contigo.
- Reflexivitás és reciprocitás megkülönböztetése nélküliek: nos, os, se.

Tehát például a se névmás, azon kívül, hogy tárgy- vagy részes esetű, egyben visszaható is, vagyis jelentése ’(saját) magát/magukat’ vagy ’(saját) magának/maguknak’, illetve többes számban kölcsönös is: ’(ők) egymást’ vagy ’(ők) egymásnak’. (Ez alól kivételt képez a használata tárgyesetű névmással együtt részes esetben, valamint a harmadik személyű szenvedő igealakban.) Hasonlóképpen az elöljárós esetű sí névmás jelentése a határozói szerkezetekben ’saját maga/maguk’.)

### Összegzés
A fenti nyelvtani kategóriák alapján tehát minden személyes névmás pontosan definiálható. Ennek megfelelően, például a me névmás a következőképpen határozható meg: hím- és nőnemű, egyes szám első személyű, tárgy- és részes esetű, reflexivitást nem megkülönböztető hangsúlytalan személyes névmás. Ugyanígy, például a sí névmás fogalma: hím-, nő- és semlegesnemű (nemet nem megkülönböztető), egyes és többes számú (számot nem megkülönböztető), harmadik személyű, elöljárós esetű hangsúlyos visszaható névmás.

## A hangsúlytalan személyes névmások sorrendje
A spanyolban az igével álló hangsúlytalan személyes névmások kötött morfémák. Sorrendjük szigorú szabályokhoz igazodik, melyektől eltérni nem lehet. A hangsúlytalan személyes névmások vagy az ige előtt helyezkednek el (proclisis), vagy simulószóként az igéhez hátulról tapadnak (enclisis). Az utóbbiak a mai nyelvben már csak a felszólító módú állító alakkal, a főnévi igenévvel, illetve a gerundiummal fordulnak elő; a középkori spanyolban és a klasszikus korszakban még bármely igealakhoz tapadhattak. Sorrendjüket – mindkét esetben – az alábbi szabályok határozzák meg:
- A se névmás, nyelvtani funkciójától függetlenül, mindig az első helyen áll (pl. Se me dijo todo ’Mindent elmondtak [minden elmondatott] nekem’).
- A többi névmás a „2. → 1. → 3. személy-szabály” szerint követi egymást, azaz a második személyű névmás mindig megelőzi az első személyűt, az első személyű mindig megelőzi a harmadik személyűt (pl. No te me lo cases ’Ne házasodj össze vele nekem’; Se me lo llevó la trampa ’Elvitte tőlem [azt/őt] a csapda’).
- A részes esetű névmás mindig megelőzi a tárgyesetűt, kivétel, ha egyikük sem tér el a két esetben (pl. Te [részes eset] la [tárgyeset] presentarán en la fiesta ’Be fogják mutatni őt [nőnem] neked a bulin’; viszont: Te [tárgyeset] me [részes eset] devolvieron ’Visszaadtak téged nekem’).
- A visszaható névmás megelőzi a nem visszahatót (pl. Te me entregaste ’Átadtad magad nekem’).
- Tárgyesetű névmásokkal a részes esetűek a se alakot veszik fel (pl. Se lo dije ’Elmondtam neki(k) azt’; díselo ’mondd el neki(k) azt’).

Mint a fentiek elemzéséből kiderül, a névmások sorrendjét valójában nem esetük és funkciójuk, hanem alakjuk határozza meg, így a fenti szabályok csupán az értelmezésükhöz adnak segítséget. Összefoglalva, a hangsúlytalan névmások sorrendje a következőképpen alakul:
| Szám         |    | Személy | Személy | Személy | Személy | Személy | Személy                      |
|              |    | 2.      | →       | 1.      | →       | 3.      |                              |
| ------------ | -- | ------- | ------- | ------- | ------- | ------- | ---------------------------- |
| egyes többes | se | →       | te os   | →       | me nos  | →       | lo / la / le los / las / les |

### Duplikáció
Amennyiben a mondatban vagy kifejezésben a hangsúlyos személyes névmás az a elöljáróval – tehát tárgy- vagy részes esetben –  szerepel, a tárgy-, illetve részes esetű hangsúlytalan névmás használata is kötelező: le digo a él ’megmondom neki’, la quiero a ella ’őt szeretem’, a ti te perdono ’neked megbocsátok’.

## A személyes névmások eredete
A spanyol személyes névmások – a harmadik személy kivételével – a latin személyes névmások nominativusi, accusativusi, illetve dativusi alakjaiból származnak, azonban az egyes alakok mai funkciója nem mindig esik egybe az eredetivel. Így például a yo (< egō; egy rövidült, közös újlatin *ĕo alakon keresztül), tú (< tū) és a vos (< vōs) latin nominativusból, a me (< mē), te (< tē), se (< sē), nos (< nōs), os (< vōs) accusativusból származnak, viszont az utóbbiak a spanyolban felvették a dativus funkcióját is. Ugyanakkor a spanyolban elöljárós esetű – határozói szerepű – mí (< mihi), ti (< tibi), sí (< sibi) latin dativusi (részeshatározói) alakból származik. Az alany- és elöljárós esetű nosotros, nosotras, illetve vosotros, vosotras névmások a latin alanyesetű nōs és vōs névmások otros, otras (< alteros, alteras), ’mások’ melléknévvel megerősített formái (ennek magyarázata, hogy a nōs és vōs névmásokat egyes számú jelentésben is használták „királyi többesként”, így a ’mi’ és ’ti’ többes számú jelentést a ’mások’ szócskával egyértelműsítették).
A harmadik személyű névmások a latin mutató névmás megfelelő eseteit viszik tovább a spanyolban is, a többes számú alanyeset (ellos, ellas) kivételével, amely latin tárgyesetből származik. Így az él (< ille), ella (< illa), ello (< illud) a mutató névmás nominativusából, a lo (< illum, h. és illud, s.), la (< illam), los (< illōs), las (< illas) az accusativusból, a le (< illi), les (< illīs) pedig a dativusból származnak. Az usted, ustedes (’Ön~maga’, ’Önök~maguk’) belső keletkezésű alak, amely a vuestra merced (’kegyelmed’) összevonásából és leegyszerűsödéséből jött létre.
A conmigo, contigo, consigo a latin cum elöljáró és a mēcum (’velem, magammal’), tēcum (’veled, magaddal’), sēcum (’saját magával, magukkal’) összevonásából származnak, vagyis etimológiailag redundáns alakok, mivel duplán is tartalmazzák a ’-val, -vel’ jelentésű latin elöljárószót. Bár ezeket az alakokat nyelvtani hagyomány miatt a személyes névmásokhoz sorolják, szigorú értelemben véve nem azok, hanem elöljáróval összevont formák.

## Jelentések táblázata
Az alábbi táblázatban a személyes névmások alakjainak értelmezése látható.
| Névmás         | Eredet                              | Jelentés |
| -------------- | ----------------------------------- | --- |
| yo             | < *ieo < vulg. *ĔO < lat. EGŌ       | ’én’ (alanyként) |
| me             | < MĒ                                | 1. ’engem’, ’magamat’ 2. ’nekem’, ’magamnak’ |
| mí             | < vulg. MĪ < MIHI                   | ’én’ (elöljáróval) |
| conmigo        | < CUM+MĒCUM                         | ’velem’, ’magammal’ |
| tú             | < TŪ                                | ’te’ (alanyként) |
| vos            | < VŌS                               | ’te’ (alanyként és elöljáróval is) |
| te             | < TĒ                                | 1. ’téged’, ’magadat’ 2. ’neked’, ’magadnak’ |
| ti             | < TIBI                              | ’te’ (elöljáróval) |
| contigo        | < CUM+TĒCUM                         | ’veled’, ’magaddal’ |
| él, ella, ello | < ĬLLE, ĬLLA, ĬLLUD                 | ’ő, az’ (alanyként és elöljáróval is) |
| usted          | < vusted < vuestra merced           | ’Ön, maga’ (alanyként és elöljáróval is) |
| lo, la, lo     | < ĬLLUM, ĬLLAM, ĬLLUD               | ’őt, azt, Önt’ |
| le             | < ĬLLI                              | ’neki, önnek’, (bizonyos igékkel) ’tőle, Öntől’ |
| se             | < SĒ                                | 1. ’(saját) magát’, ’magukat’ 2. ’(saját) magának’, ’maguknak’. Latin-Amerikában szintén: 3. ’magatokat’, ’ti egymást’ 4. ’magatoknak’, ’ti egymásnak’ |
| sí             | < SIBI                              | 1. ’(saját) maga’, ’maguk’ 2. Latin-Amerikában szintén: ’ti magatok’ (csak elöljáróval)                                                                |
| consigo        | < CUM+SĒCUM                         | 1. ’(saját) magával’, ’magukkal’ 2. Latin-Amerikában szintén: ’veletek’, ’magatokkal’                                                                  |
| nosotros, -as  | < nos otros, -as < NŌS ALTEROS, -AS | ’mi’ (alanyként és elöljáróval is) |
| nos            | < NŌS                               | 1. ’minket’, ’magunkat’, ’mi egymást’ 2. ’nekünk’, ’magunknak’, ’mi egymásnak’                                                                         |
| vosotros, -as  | < vos otros, -as < VŌS ALTEROS, -AS | Spanyolországban: ’ti’ (alanyként és elöljárószóval is)                                                                                                |
| os             | < VŌS, acc.                         | Spanyolországban: 1. ’titeket’, ’magatokat’, ’ti egymást’ 2. ’nektek’, ’magatoknak’, ’ti egymásnak’                                                    |
| ellos, ellas   | < ĬLLOS, ĬLLAS                      | ’ők, azok’ (alanyként és elöljáróval is) |
| ustedes        | < vuestras mercedes                 | 1. ’Önök, maguk’ 2. Latin-Amerikában szintén: ’ti’ (alanyként és elöljáróval is)                                                                       |
| los, las       | < ĬLLOS, ĬLLAS                      | 1. ’őket, azokat, Önöket’ 2. Latin-Amerikában szintén: ’titeket’                                                                                       |
| les            | < ĬLLIS                             | 1. ’nekik, Önnek’, (bizonyos igékkel) ’tőlük, Öntől’ 2. Latin-Amerikában szintén: ’nektek~tőletek, Önöknek~Önöktől’                                    |